# Comuna Jadkivka, Koreț
Jadkivka (în ucraineană Жадківка) este o comună în raionul Koreț, regiunea Rivne, Ucraina, formată din satele Jadkivka (reședința) și Starîi Koreț.

## Demografie
Componența lingvistică a comunei Jadkivka
     Ucraineană (99,62%)
     Alte limbi (0,38%)
Conform recensământului din 2001, majoritatea populației comunei Jadkivka era vorbitoare de ucraineană (99,62%), existând în minoritate și vorbitori de alte limbi.